# Jessica Tuck
Jessica Ines Tuck (New York City, 19 febbraio 1963) è un'attrice statunitense.

## Biografia
Jessica Tuck ha interpretato il ruolo di Megan Gordon Harrison nella soap opera Una vita da vivere dal 1988 al 1992, riprendendo poi il ruolo in forma di spirito nel 1993, 1999, e 2004. È anche apparsa nel ruolo di Gillian Gray nella serie Giudice Amy e ha recitato nel film della Disney High School Musical 3. 
La Tuck ha vestito i panni di Nicole Brown Simpson nel film per la televisione The O.J. Simpson Story e ha avuto un ruolo importante in un film delle gemelle Olsen intitolato Billboard Dad. Dal 2008 al 2014 ha interpretato il ruolo ricorrente di Nan Flanagan nella serie televisiva True Blood.

## Riconoscimenti
Nel 1992 è stata nominata per un Daytime Emmy Award nella categoria "Outstanding Lead Actress in a Drama Series" per la sua interpretazione in One Life to Live. Nel 1990 è stata nominata nella premiazione Soap Opera Digest Award nella categoria "Outstanding Female Newcomer: Daytime" sempre per lo stesso ruolo.

## Filmografia parziale

### Cinema
- Who Shot Patakango?, regia di Robert Brooks (1989)
- Sol levante (Rising Sun), regia di Philip Kaufman (1993)
- Batman Forever, regia di Joel Schumacher (1995)
- Secretary, regia di Steven Shainberg (2002)
- Svalvolati on the road (Wild Hogs), regia di Walt Becker (2007)
- On the Doll, regia di Thomas Mignone (2007)
- High School Musical 3: Senior Year, regia di Kenny Ortega (2008)
- Crossing Over, regia di Wayne Kramer (2009)
- Super 8, regia di J. J. Abrams (2011)
- Model Minority, regia di Lily Mariye (2012)
- Honeyglue, regia di James Bird (2015)

### Televisione
- Una vita da vivere (Once Life to Live) - soap opera (1988-1992)
- La signora in giallo (Murder, She Wrote) - serie TV, episodio 9x08 (1992)
- La tata (The Nanny) - serie TV, episodio 5x20 (1998)
- Giudice Amy (Judging Amy) - serie TV
- Criminal Minds - serie TV, episodio 2x11 (2006)
- Grey's Anatomy – serie TV, episodio 3x01 (2006)
- High School Musical 2, regia di Kenny Ortega – film TV (2007)
- La favolosa avventura di Sharpay (Sharpay's Fabulous Adventure), regia di Michael Lembeck – film TV (2011)
- Castle – serie TV, episodio 4x05 (2011)
- Bones - serie TV, episodio 7x07 (2011)
- La lista di Babbo Natale (Naughty or Nice), regia di David Mackay - film TV (2012)
- Rizzoli & Isles – serie TV, episodio 4x09 (2013)
- True Blood – serie TV, 22 episodi (2008-2014)
- Hart of Dixie  – serie TV, 2 episodi (2013-2014)
- Upload – serie TV, 8 episodi (2020-2022)
- For All Mankind – serie TV, 7 episodi (2022)
- Law & Order - I due volti della giustizia – serie TV, episodio 21x04 (2022)

## Doppiatrici italiane
Nelle versioni in italiano delle opere in cui ha recitato, Jessica Tuck è stata doppiata da:
- Alessandra Korompay in Drop Dead Diva, NCIS - Unità anticrimine
- Barbara Berengo Gardin in High School Musical 3: Senior Year, La favolosa avventura di Sharpay
- Cristina Boraschi in Private Practice, Major Crimes
- Giò Giò Rapattoni in Twisted, Law & Order - Unità vittime speciali
- Pinella Dragani in Criminal Minds
- Cristina Poccardi in True Blood
- Roberta Greganti in Ghost Whisperer - Presenze
- Sabrina Duranti in Saving Grace
- Franca D'Amato in Super 8
- Daniela Calò in Criminal Minds: Suspect Behavior
- Laura Righi in Scandal
- Elena Morara in CSI - Scena del crimine
- Laura Boccanera in Castle
- Carmen Iovine in Hand of God
- Michela Alborghetti in NCIS: New Orleans
- Eleonora De Angelis in Disjointed
- Valeria Falcinelli in Upload
- Jasmine Laurenti in  Rizzoli & Isles